# Crocidura elgonius
Crocidura elgonius је сисар из реда Soricomorpha и фамилије Soricidae.

## Угроженост
Ова врста је наведена као последња брига, јер има широко распрострањење и честа је врста.

## Распрострањење
Ареал врсте је ограничен на мањи број држава. 
Врста има станиште у Кенији, Танзанији и (непотврђено) у Уганди.

## Станиште
Станишта врсте су шуме и планине.